# Maryna Prokofjevová
Maryna Prokofjeva (ukrajinsky Марина Прокоф'єва), (* 4. února 1982 Mariupol, Sovětský svaz) je bývalá reprezentantka Ukrajiny v judu.

## Sportovní kariéra
Judu se věnovala vrcholově v Dněpropetrovsku. Mezi seniorkami se začala pohybovat od 17 let a v roce 2000 si dvěna třetími místy ve světovém poháru zajistila účast na olympijských hrách v Sydney. Zaplatila však tvrdou nováčkovskou daň. Na olympijskou sezonu 2004 se však připravila výborně. Na mistrovství Evropy vybojovala zatím jediný titul mistryně Evropy mezi ženami pro Ukrajinu a na olympijských hrách v Athénách byla velmi blízko medaile. Obsadila nakonec 5. místo. V dalších letech však následoval postupný upádek formy vlivem zranění a radikálních změn pravidel (rok 2010).

## Výsledky

### Váhové kategorie
| Turnaj             | 1998       | 1999       | 2000       | 2001       | 2002       | 2003       | 2004       | 2005       | 2006       | 2007       | 2008       | 2009       | 2010       | 2011       |            |
| Turnaj             | 16         | 17         | 18         | 19         | 20         | 21         | 22         | 23         | 24         | 25         | 26         | 27         | 28         | 29         |            |
| Turnaj             | těžká váha | těžká váha | těžká váha | těžká váha | těžká váha | těžká váha | těžká váha | těžká váha | těžká váha | těžká váha | těžká váha | těžká váha | těžká váha | těžká váha | těžká váha |
| ------------------ | ---------- | ---------- | ---------- | ---------- | ---------- | ---------- | ---------- | ---------- | ---------- | ---------- | ---------- | ---------- | ---------- | ---------- | ---------- |
| Olympijské hry     |            |            | úč.        |            |            |            | 5.         |            |            |            | úč.        |            |            |            |            |
| Mistrovství světa  |            | úč.        |            | úč.        |            | úč.        |            | úč.        |            | úč.        |            | úč.        | úč.        | úč.        |            |
| Mistrovství Evropy | —          | úč.        | úč.        | —          | úč.        | 7.         | 1.         | 3.         | 5.         | 5.         | úč.        | 7.         | —          | úč.        |            |
| ME do 23 let       |            |            |            |            |            | —          | 3.         |            |            |            |            |            |            |            |            |
| MS juniorů         | úč.        |            | 3.         |            |            |            |            |            |            |            |            |            |            |            |            |
| ME juniorů         | 5.         | 5.         | —          | 2.         |            |            |            |            |            |            |            |            |            |            |            |

### Bez rozdílu vah
| Turnaj             | 1998 | 1999 | 2000 | 2001 | 2002 | 2003 | 2004 | 2005 | 2006 | 2007 | 2008 | 2009 | 2010 | 2011 |
| Turnaj             | 16   | 17   | 18   | 19   | 20   | 21   | 22   | 23   | 24   | 25   | 26   | 27   | 28   | 29   |
| ------------------ | ---- | ---- | ---- | ---- | ---- | ---- | ---- | ---- | ---- | ---- | ---- | ---- | ---- | ---- |
| Mistrovství světa  |      | úč.  |      | —    |      | úč.  |      | úč.  |      | úč.  | —    |      | —    | —    |
| Mistrovství Evropy | —    | —    | úč.  | —    | úč.  | —    | 2.   | 7.   | úč.  | —    |      |      |      |      |